# Luigi di Borbone-Due Sicilie (1824-1897)
Luigi di Borbone-Due Sicilie, nome completo Luigi Carlo Maria Giuseppe principe di Borbone delle Due Sicilie (Napoli, 19 luglio 1824 – Parigi, 5 marzo 1897), è stato un principe italiano membro della Real Casa di Borbone-Due Sicilie, principe del Regno delle Due Sicilie e conte d'Aquila.

## Biografia

### Infanzia
Suo padre era il re Francesco I delle Due Sicilie (1777-1830), figlio del re Ferdinando IV di Napoli, in seguito Ferdinando I delle Due Sicilie, e della sua consorte, l'arciduchessa d'Austria Maria Carolina d'Asburgo-Lorena, figlia a sua volta dell'imperatrice Maria Teresa d'Asburgo e dell'imperatore Francesco I di Lorena. Sua madre era l'infanta Maria Isabella di Borbone-Spagna (1789-1848), figlia del re Carlo IV di Spagna e di sua moglie la regina Maria Luisa di Parma.

### Conte di Aquila
Decorato del titolo dinastico di "Conte di Aquila" (concesso con R.D. 19 settembre 1824), abitava a Napoli al palazzo di Santa Lucia detto Campofranco e godeva di un maggiorato di 60 000 ducati annui. Dal Palazzo Campofranco svolgeva il suo incarico di comandante generale della Real Marina del Regno delle Due Sicilie, col grado di viceammiraglio, ma molto spesso dimorava nell'attuale Villa Rosebery, che aveva acquistato nel 1857 dagli eredi Serra di Gerace.

### Passioni

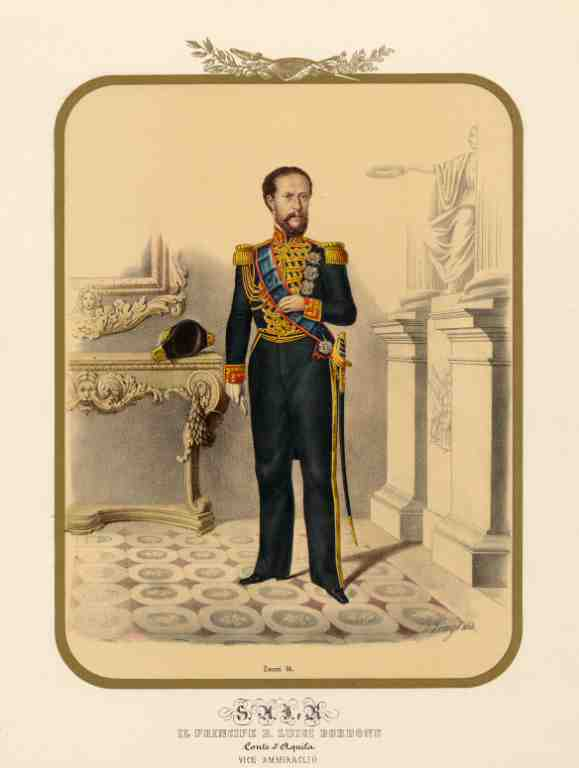
Il viceammiraglio Luigi di Borbone, conte d'Aquila, in uniforme

Veniva considerato capo della corrente liberale presente fra i componenti della corte napoletana, insieme con il fratello Conte di Trapani.
Era un uomo dai molteplici interessi, anche naturalistici: fu sponsor dell'esimio studioso di botanica Guglielmo Gasparrini e per primo portò a Napoli dal Brasile due gimnoti ovvero "torpedini elettriche", utilizzate all'epoca per esperimenti sull'elettricità.
Era anche dotato nelle arti pittoriche e uno dei suoi quadri, "la Tempesta", che mostra dei pescatori intenti ad aiutare delle vittime di una tempesta, è ancora oggi esposto nel Museo Imperial di Petrópolis in Brasile.

### Matrimonio
Il 28 aprile 1844 a Rio de Janeiro, Luigi sposò la principessa Gennara di Braganza (1822-1901), figlia dell'imperatore del Brasile Pietro I e dell'imperatrice Maria Leopoldina d'Asburgo-Lorena, nata arciduchessa d'Austria. Gennara era sorella della regina Maria II del Portogallo e anche dell'imperatore Pietro II del Brasile, il quale aveva sposato l'anno precedente Teresa Cristina di Borbone-Due Sicilie, sorella maggiore dello stesso Luigi.

### Moti del 1848 e ambizioni di reggenza
Fu nominato formalmente Viceré di Sicilia, ma non esercitò mai l'incarico, a causa dei moti siciliani del 1848. Nel 1859 il nuovo sovrano Francesco II diede prova di debolezza nel governare il Regno e rifiutò di ascoltare i consigli dei suoi zii, tra cui vi era anche il Conte di Aquila. Il Re presto iniziò a dubitare della lealtà di questi ultimi, in particolare di Luigi, che sospettava di voler farsi proclamare Reggente al suo posto. 

### Esilio e morte
Il Conte in effetti giudicava il Re troppo debole verso Garibaldi. Per tutti questi motivi, Francesco II ordinò la partenza per l'esilio del Conte di Aquila il 17 agosto 1860.
Il Conte morì in esilio in Francia, senza mai essere rientrato in Italia né essere più tornato in Brasile.

## Discendenza
Luigi e la principessa Gennara di Braganza ebbero quattro figli:
- S.A.R. il principe don Luigi, nato il 18 luglio del 1845 e morto il 27 novembre del 1909; sposò con un matrimonio morganatico Maria Amelia Bellow-Hamel, dando origine ai conti di Roccaguglielma, la cui linea maschile si è estinta nel 1967;
- S.A.R. la principessa donna Maria Isabella, nata il 22 luglio del 1846 e morta il 14 febbraio del 1859;
- S.A.R. il principe don Filippo, nato il 12 agosto del 1847 e morto il 9 luglio del 1922: sposò morganaticamente Flora Boonen e non ebbe discendenza;
- S.A.R. il principe don Maria Emanuele, nato il 24 gennaio del 1851 e morto il 26 gennaio del 1851.

## Ascendenza
|                                  |                     |                                     | Genitori                                      |  |  | Nonni |  |  | Bisnonni            |  |  | Trisnonni           |  |
|                                  |                     |                                     |                                               |  |  |       |  |  | Carlo III di Spagna |  |  | Filippo V di Spagna |  |
|                                  |                     |                                     |                                               |  |  |       |  |  | Carlo III di Spagna |  |  | Filippo V di Spagna |  |
|                                  |                     | Elisabetta Farnese                  |                                               |  |  |       |  |  | Carlo III di Spagna |  |  |                     |  |
| Ferdinando I delle Due Sicilie   |                     |                                     |                                               |  |  |       |  |  | Carlo III di Spagna |  |  |                     |  |
|                                  |                     | Maria Amalia di Sassonia            | Augusto III di Polonia                        |  |  |       |  |  |                     |  |  |                     |  |
|                                  |                     | Maria Amalia di Sassonia            | Augusto III di Polonia                        |  |  |       |  |  |                     |  |  |                     |  |
|                                  |                     | Maria Amalia di Sassonia            | Maria Giuseppa d'Austria                      |  |  |       |  |  |                     |  |  |                     |  |
| Francesco I delle Due Sicilie    |                     | Maria Amalia di Sassonia            |                                               |  |  |       |  |  |                     |  |  |                     |  |
|                                  |                     | Francesco Stefano di Lorena         | Leopoldo di Lorena                            |  |  |       |  |  |                     |  |  |                     |  |
|                                  |                     | Francesco Stefano di Lorena         | Leopoldo di Lorena                            |  |  |       |  |  |                     |  |  |                     |  |
|                                  |                     | Francesco Stefano di Lorena         | Elisabetta Carlotta di Borbone-Orléans        |  |  |       |  |  |                     |  |  |                     |  |
| Maria Carolina d'Asburgo-Lorena  |                     | Francesco Stefano di Lorena         |                                               |  |  |       |  |  |                     |  |  |                     |  |
|                                  |                     | Maria Teresa d'Austria              | Carlo VI d'Asburgo                            |  |  |       |  |  |                     |  |  |                     |  |
|                                  |                     | Maria Teresa d'Austria              | Carlo VI d'Asburgo                            |  |  |       |  |  |                     |  |  |                     |  |
|                                  |                     | Maria Teresa d'Austria              | Elisabetta Cristina di Brunswick-Wolfenbüttel |  |  |       |  |  |                     |  |  |                     |  |
| Luigi di Borbone-Due Sicilie     |                     | Maria Teresa d'Austria              |                                               |  |  |       |  |  |                     |  |  |                     |  |
|                                  | Carlo III di Spagna | Filippo V di Spagna                 |                                               |  |  |       |  |  |                     |  |  |                     |  |
|                                  | Carlo III di Spagna | Filippo V di Spagna                 |                                               |  |  |       |  |  |                     |  |  |                     |  |
|                                  | Carlo III di Spagna | Elisabetta Farnese                  |                                               |  |  |       |  |  |                     |  |  |                     |  |
| Carlo IV di Spagna               | Carlo III di Spagna |                                     |                                               |  |  |       |  |  |                     |  |  |                     |  |
|                                  |                     | Maria Amalia di Sassonia            | Augusto III di Polonia                        |  |  |       |  |  |                     |  |  |                     |  |
|                                  |                     | Maria Amalia di Sassonia            | Augusto III di Polonia                        |  |  |       |  |  |                     |  |  |                     |  |
|                                  |                     | Maria Amalia di Sassonia            | Maria Giuseppa d'Austria                      |  |  |       |  |  |                     |  |  |                     |  |
| Maria Isabella di Borbone-Spagna |                     | Maria Amalia di Sassonia            |                                               |  |  |       |  |  |                     |  |  |                     |  |
|                                  |                     | Filippo I di Parma                  | Filippo V di Spagna                           |  |  |       |  |  |                     |  |  |                     |  |
|                                  |                     | Filippo I di Parma                  | Filippo V di Spagna                           |  |  |       |  |  |                     |  |  |                     |  |
|                                  |                     | Filippo I di Parma                  | Elisabetta Farnese                            |  |  |       |  |  |                     |  |  |                     |  |
| Maria Luisa di Borbone-Parma     |                     | Filippo I di Parma                  |                                               |  |  |       |  |  |                     |  |  |                     |  |
|                                  |                     | Luisa Elisabetta di Borbone-Francia | Luigi XV di Francia                           |  |  |       |  |  |                     |  |  |                     |  |
|                                  |                     | Luisa Elisabetta di Borbone-Francia | Luigi XV di Francia                           |  |  |       |  |  |                     |  |  |                     |  |
|                                  |                     | Luisa Elisabetta di Borbone-Francia | Maria Leszczyńska                             |  |  |       |  |  |                     |  |  |                     |  |
|                                  |                     | Luisa Elisabetta di Borbone-Francia |                                               |  |  |       |  |  |                     |  |  |                     |  |